# Болярка (Олевский район)
Болярка (укр. Болярка) — село на Украине, находится в Олевском районе Житомирской области.
Код КОАТУУ — 1824484002. Население по переписи 2001 года составляет 168 человек. Почтовый индекс — 11025. Телефонный код — 4135. Занимает площадь 0,74 км².

## Адрес местного совета
11040, Житомирская область, Олевский р-н, с.Кишин, ул.Ленина, 55